# تشيكوموزتوك

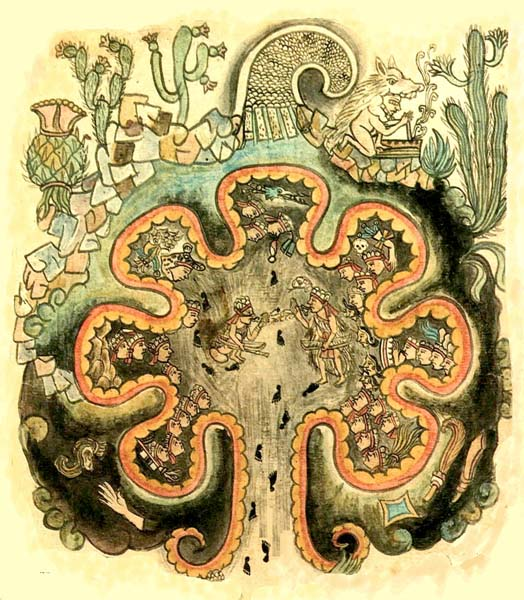
الكهوف السبعة

تشيكوموزتوك (بالإنجليزية: Chicomoztoc)‏ هو مكان أسطوري يقع إلى جهة الشمال الغربي من المكسيك، والاسم يعني «الكهوف السبعة» انطلق من هذا المكان أسلاف الأزتيك نحو رحلتهم النهائية الجنوبية إلى مكان يدعى تينوككتلان. ولايزال موقع تشيكوموزتوك موضع تكهنات إلى يومنا هذا. وتعرف أيضًا باسم «بحيرة الكهوف السبعة» أو «بحيرة الرحم»، وتعرف كذلك باسم أزتلان.
وكانت أزتلان مدينة على جزيرة في وسط بحيرة، وفيها كان جبل اسمه كولهواكان تم العثور فيه على سبعة كهوف، وبالتالي أطلق عليها اسم تشيكوموزتوك.
تشير أساطير الناهيواتل إلى أن سبع قبائل، بما في ذلك المكسيكية، عاشت في تشيكوموزتوك («مكان الكهوف السبعة»). وقد غادرت هذه القبائل بعد ذلك الكهوف واستقرت في مكان ما في المنطقة التي تضم حاليًا شمال المكسيك أو جنوب غرب الولايات المتحدة الأمريكية.
في أسطورة الخلق الأزتيكية عند العديد من المجموعات في المكسيك يعتبرون تشيكوموزتوك- «الكهوف السبعة» - مكان المنشأ الأصلي للأزتيك. أو هو الوطن البدائي للقبائل. والرؤساء السبعة للقبائل المكسيكية السبع، يلبسون جلود الأرانب، ويصدرون أو يخرجون من كهوف تشيكوموزتوك السبعة.